# Національна рада Бутану
Національна рада є верхньою палатою нового двопалатного парламенту Бутану, в який також входять король Бутану і Національна асамблея. 20 членів першого складу Національної ради були обрані під час перших національних виборів 31 грудня 2007 року і 29 січня 2008 року.

## Члени Національної ради
Національна рада складається з 25 членів. 20 членів обираються громадянами 20-ти дзонгхагів, інших призначає король. Члени Національної ради не можуть перебувати ні в якій політичній партії і повинні мати вищу освіту.
Члени першої Національної ради порівняно молоді. Багато хто з них молодше 40 років. Це пов'язано з тим, що до ради можуть входити лише особи з вищою освітою, яка стала доступною в Бутані не так давно.